# Vacuümdiode

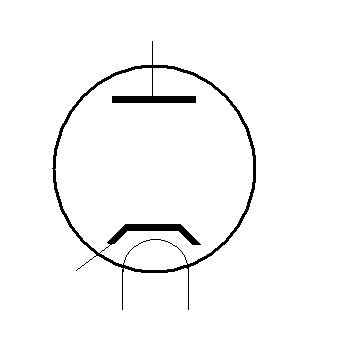
Symbool vacuümdiode

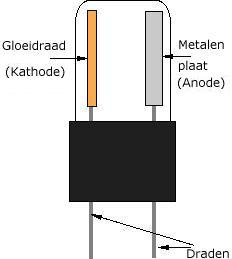
Diode

De vacuümdiode is een elektronenbuis met de functie van gelijkrichter. De buis bestaat uit een vacuüm ruimte waarin een kathode en een anode zijn aangebracht. De kathode is of zelf als gloeidraad uitgevoerd, of rondom een gloeidraad aangebracht. Met de vacuümdiode werd voor het eerst gelijkrichting van wisselstroom voor grotere elektrische vermogens mogelijk. De uitvinding van de radiobuis wordt toegeschreven aan John Ambrose Fleming, die in 1904 de vacuümdiode patenteerde. 
Sinds de jaren 60 is dit soort diode meer en meer vervangen door de halfgeleiderdiode.

## Werking
De werking van de vacuümdiode en van alle daarvan afgeleide buizen berust op thermionische emissie, wat vroeger wel het Edison-effect werd genoemd.
Met behulp van de gloeidraad wordt de kathode verhit. Door de hoge temperatuur treden elektronen uit de kathode totdat er een wolk om de kathode is ontstaan waarbij een evenwicht bestaat tussen uittredende en terugvallende elektronen. In de buurt van de kathode  bevindt zich een plaat, de anode. Wanneer op de anode een positieve spanning wordt aangesloten, ontstaat er een elektrisch veld tussen kathode en deze anode. Dit veld oefent op de elektronen in de wolk een kracht uit richting de anode. Hierdoor beweegt een deel van de elektronen zich naar de anode en veroorzaakt de anodestroom. De afgevoerde elektronen uit de wolk verstoren het evenwicht, er treden meer elektronen uit de kathode dan er in terugkeren. Er loopt stroom door de diode wanneer de anode positief is ten opzichte van de kathode. Indien de anode negatief is ten opzichte van de kathode zal er geen stroom lopen omdat er uit de anode geen elektronen uittreden. Bij de praktische uitvoering zal de anode om de kathode worden gebouwd om een zo groot mogelijk effect te sorteren.
Latere voor gelijkrichting bestemde diodes werden veelal als dubbeldiode uitgevoerd om dubbelfasige gelijkrichting mogelijk te maken in combinatie met een transformator met middenaftakking. Bij dubbeldiodes heeft de buis een kathode en twee anodes die symmetrisch om de kathode zijn opgesteld.
Voor grote vermogens werd in vroegere tijden gebruikgemaakt van een gasgevulde buis: een kwikdampgelijkrichter. Dit type buis was efficiënter dan een vacuümdiode.

## Directe en indirecte verhitting
Bij diodes is het niet ongebruikelijk dat de kathode tevens de gloeidraad van de buis is. Dit noemen we directe verhitting. De gloeidraad is voor dit doel bedekt met een materiaal (veelal bariumoxide) dat bij verhitting snel elektronen emitteert. Het nadeel van deze methode is dat de wisselspanning waarmee de gloeidraad wordt verhit een effect heeft op de stroom, waardoor brom ontstaat. Bij gelijkrichting is dit echter nauwelijks een probleem omdat de spanning met behulp van condensatoren wordt afgevlakt. Versterkerbuizen worden vrijwel altijd indirect verhit: dit wil zeggen dat de kathode een aparte elektrode is rond de gloeidraad. Ook dan is de kathode bedekt met een daartoe geschikt materiaal om goede elektronenemissie te voorzien.
diode ·
triode ·
tetrode ·
pentode ·
hexode ·
heptode ·
octode ·
enneode

kathodestraalbuis ·
indicatorbuis ·
fotocel ·
fotomultiplicator ·
klystron ·
magnetron ·
lopende-golfbuis ·
geigerteller ·
gasontladingsbuis ·
thyratron ·
kwikdampgelijkrichter ·
ignitron